# 柯迪萊夫斯基雲

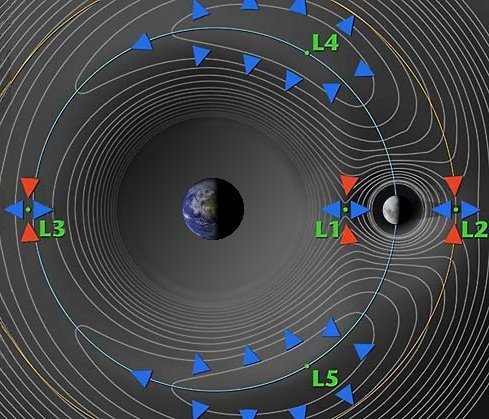
圖示為地月系統的拉格朗日點，柯迪萊夫斯基雲可能存在的位置是和。

柯迪萊夫斯基雲是可能存在於地月系統的L4和L5兩個拉格朗日點，由大量塵埃聚集而成的雲氣。這片雲氣是波蘭天文學家卡齊米日·柯迪萊夫斯基在1960年代最先提出的，但因為這片雲氣極端的模糊，因此它們是否真的存在仍然在爭辯中。它們可能是瞬變的現象，因為L4和L5是不穩定平衡的點，會受到內側行星的攝動影響。

## 發現和觀測
在1951年，維特科瓦斯基教授預測在平衡點上的塵埃濃度會增加，並經由光度的測量確認。
在1956年，柯迪萊夫斯基首度看見這片雲。在1961年3月6日和4月6日，他成功地在靠近L5的平衡點上拍攝到兩片光斑。這些觀測是在札科帕尼山完成的，在觀測的時間裡，光斑似乎相對著L5在移動。
在1967年，J. 衛斯理·辛普森使用柯伊伯機載天文台觀測這些雲氣。
柯迪萊夫斯基雲是否存在仍有爭議。日本的太空探測器飛天號飛進平衡點檢測被困在此處的塵埃粒子，但是粉塵的含量相對於周圍的太空環境的密度，沒有明顯的增加。

## 外觀
柯迪萊夫斯基雲是非常微弱的現象，可以和對日照的亮度媲美。從地球上非常難看見，但是在非常黑暗和透明度非常好的夜晚，可以用裸眼看見。大多數的觀測都是在沙漠、海上，或從山上完成的。這片雲的外觀比對日照更偏紅，顯示它們可能來自不同的塵埃粒子。
柯迪萊夫斯基雲的位置靠近地月系統的L4和L5拉格朗日點，它們的角直徑大約是6度，偏離平衡點可以達到6至10度。其他的觀測者表示是在距離平衡點2至6度的橢圓範圍移動。

## 註解
1. 1 2 3 4  Kordylewski, Kazimierz. . Acta Astronomica. 1961, 11: 165–169. Bibcode:1961AcA....11..165K （德语）.
2. 1 2 3 4 5 6 7 8  Laufer, Rene; Wilfried Tost; Oliver Zeile; Ralf Srama; Hans-Peter Roeser.  (pdf). 11th ISU Annual International Symposium. Strasbourg. February 2007  [2009-01-07].[永久]
3. ↑  
. NASA.   [2009-03-08]. （原始内容存档于2012-01-23）.
4. 1 2 3 4  Covington, Michael A. . Cambridge University Press. 1999: 32–33. ISBN 0-521-62740-0.[]